# Мирабелла-Имбаккари
Мирабелла-Имбаккари (итал. Mirabella Imbaccari) — коммуна в Италии, располагается в регионе Сицилия, подчиняется административному центру Катания.
Население составляет 4217 человек (2023 год), плотность населения составляет 275 чел./км². Занимает площадь 15 км². Почтовый индекс — 95040. Телефонный код — 0933.
Покровителями коммуны почитаются святой Иосиф Обручник и Пресвятая Богородица (Maria SS. delle Grazie), празднование 19 марта и в последнее воскресение августа.
В коммуне расположен Музей кружева (Museo del Tombolo), где представлены изделия местных кружевниц в основном XIX—XX веков.